# Héloïse Rauth
Vous pouvez aider à l'améliorer ou bien discuter des problèmes sur sa page de discussion.
- Il ne cite pas suffisamment ses sources. Vous pouvez indiquer les passages à sourcer avec {{référence nécessaire}} ou {{Référence souhaitée}}, et inclure les références utiles en les liant aux notes de bas de page. (Marqué depuis avril 2024)
- Certaines informations devraient être mieux reliées aux sources mentionnées dans la bibliographie ou les liens externes. Améliorez sa vérifiabilité en les associant par des références. (Marqué depuis avril 2024)

- Archive Wikiwix
- Bing
- Cairn
- DuckDuckGo
- E. Universalis
- Gallica
- Google
- G. Books
- G. News
- G. Scholar
- Persée
- Qwant
- (zh) Baidu
- (ru) Yandex
- (wd) trouver des œuvres sur Wikidata

Pour les articles homonymes, voir Roth.
Héloïse Rauth, née Héloïse Roth le 6 mai 1978 à Charenton-le-Pont, est une comédienne et auteure-compositrice-interprète  française.

## Biographie
Héloïse Rauth est issue d’une famille d’artistes. Son père est l’acteur français Christian Rauth et sa mère Marie-Line Lemieux est musicienne et peintre. Elle commence par jouer dans quelques courts-métrages et une série pour la télévision, puis au cinéma, en 1993 dans Métisse et en 1995 dans La Haine de Mathieu Kassovitz. 
À Rome où elle passe son baccalauréat, elle commence à écrire et à chanter. À son retour, elle s’inscrit au Chantier (ex le Coach), structure pour les jeunes chanteurs, auteurs et compositeurs. Elle reprend des cours de piano et de violoncelle. Elle suit des cours dans deux écoles de jazz : le Centre d’informations musicales et ARPEJ. Élève de Julia Pelaez, Carole Hemart et Élise Caron.
En 2003, pendant la semaine de la francophonie, elle est invitée par l’ambassade de France pour une tournée de 5 dates au Chili.
Dès son retour, elle compose des musiques de courts-métrages : 24h sur 24  d’Antoine Rimbault, La place de la Nation et Esperanto de Mathieu Guetta.
Depuis début 2006, Héloïse Rôth chante son propre répertoire. En 2007, elle rencontre Niobé qui lui propose un duo, Embrasse-moi, qui paraît sur l'album de  Niobé  En public à Fécamp et sa première partie au Théâtre Essaïon soutenu par L’Adami.
Soutenue également par Paris Jeunes talents, elle réalise une maquette, Il demeure, en 2009. 
Puis elle rencontre Julien Le Nagard, arrangeur-réalisateur, Benjamin Blackstone, guitariste et Hervé Verdier, contrebassiste, avec qui elle se produit sur scène (La Vieille Grille en 2011-2012 et Le Théâtre des Déchargeurs en 2012-2013) et enregistre son premier album douze titres au Studio Cbe en 2012 : Prête-moi ta plume.

## Discographie

### Albums et collaborations
- Prête-moi ta plume, album douze titres réalisé par Julien Le Nagard en 2012
- Duo Embrasse moi sur l'album de Niobé En public à Fécamp 2007
- Maxi 2 titres HEL avec Antoine Ménard en 2006
- Duo Tomorrow girl sur l'album Yox en 2001

### Interprète chanteuse
- Mélanie Blues tirée du court métrage J’ai rêvé de l’Islande de Dominique filhol en 2008.

### Auteur-compositrice-interprète
- La boîte d'Oscar de Mathieu Guetta 2011
- Espéranto de Mathieu Guetta en 2004
- La place de la Nation de Mathieu Guetta en 2001
- 24/24 d’Antoine Rimbault et Bertrand Éluart en 2000.

## Filmographie

### Télévision
- Innocent (téléfilm) de F. Journey et B. Shoukroun en 2000
- Le Carnet (téléfilm)de C. Leherrissey en 1994
- La Baby Sitter (série télé) de L.Levy, C. Baumann, J.P. Oualid et C. Leherissey en 1988

### Cinéma

#### Longs métrages
- Métisse de Mathieu Kassovitz en 1993
- La Haine de Mathieu Kassovitz en 1995
- Nana et les Filles du bord de mer de Patricia Bardon en 2020

#### Courts métrages
- La Boîte d'Oscar de Mathieu Guetta
- 25 décembre 58 à 10h30 de Diane Bertrand en 1990
- Chambre à part de Patricia Bardon en 1986